# Colonia textil

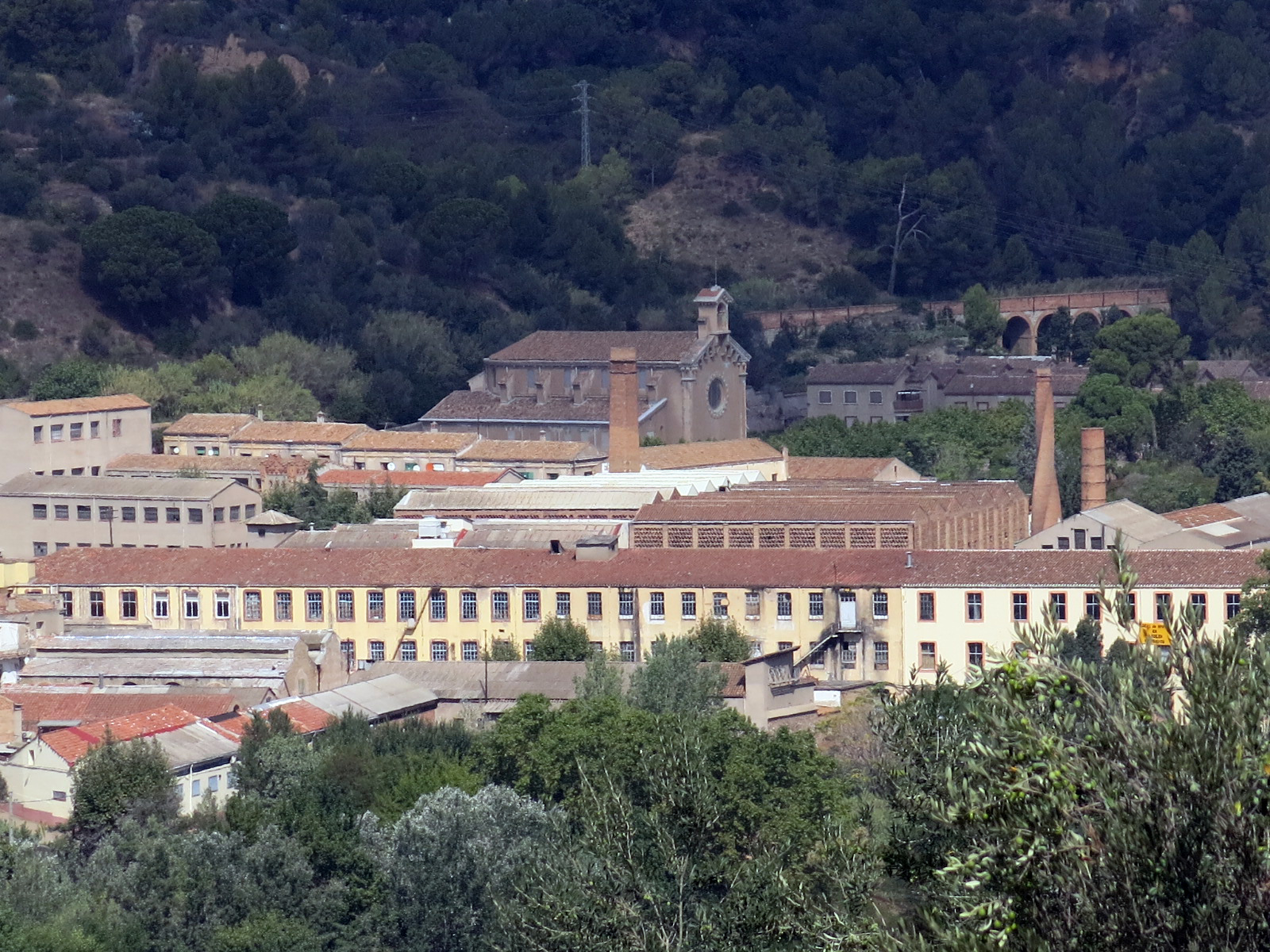
Colonia Sedó, desde el camino de las Huertas, Esparreguera.

Una Colonia textil es un tipo específico de colonia industrial que apareció en Cataluña entre la segunda mitad del siglo XIX e inicios del siglo XX, con unos rasgos muy específicos por lo que respecta al modelo industrial, empresarial y social. Son un elemento característico del proceso de industrialización de Cataluña y entraron en crisis a finales del siglo XX.

## Elementos comunes

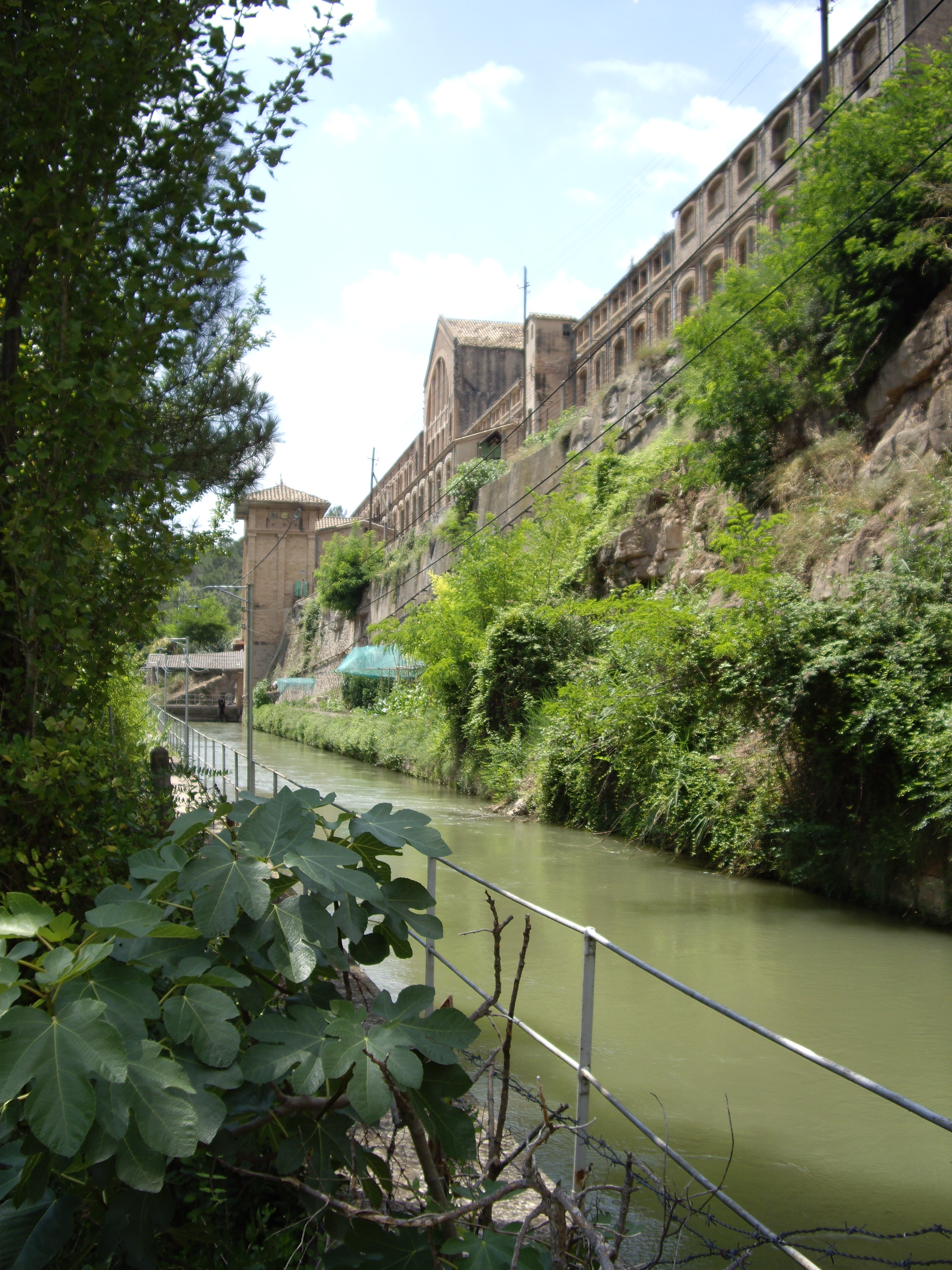
Canal y fábrica de la Colonia Vidal, Puig-reig.

Las características comunes en todas las colonias textiles son las siguientes:

- Se ubican cerca de un río para aprovechar la energía hidráulica (aunque dispongan también de máquinas de vapor para funcionar con carbón).
- Disponen de una esclusa y un canal para desviar el agua con la fuerza suficiente para mover una turbina.
- Constituyen pequeños pueblos o núcleos de población formados por una fábrica y viviendas para los obreros, muchas veces surtidas con otros servicios.

No obstante, cabe comentar que no todas las fábricas textiles que se encontraban cerca de los ríos devinieron colonias: hay que diferenciar entre una fábrica de río (que no ofrece servicios a los trabajadores) y una colonia (que ofrece todos los servicios necesarios para los trabajadores, además del trabajo y la vivienda, se convierte en un núcleo del que no hace falta salir).

## Origen
El modelo de población ligada a una industria, que sería llamada Colonia, se importa del Reino Unido, país pionero en la industrialización, en un contexto en que el uso de la fuerza que proporciona la máquina de vapor (de reciente invención en aquel momento) facilita que las antiguas actividades artesanales como la de tejer se conviertan en industrias. Las máquinas movidas por el vapor multiplican la producción, mientras que la nueva clase social surgida de esta industrialización (el proletariado) trabaja y vive en unas condiciones muy precarias.
Cataluña, pionera en la industrialización dentro de una España eminentemente rural y agrícola, es una región pobre en los recursos necesarios para llevar a cabo esta industrialización basada en el carbón y el acero, materias que deberá importar. De forma que los industriales se vieron obligados a encontrar atractiva la idea de usar una energía como la hidráulica, que proporciona gratuitamente los ríos, en lugar de importar el carbón que resultaba muy caro.
Las fábricas ubicadas en entornos urbanos (llamadas vapores por el tipo de energía empleado), comenzaban a sufrir la conflictividad laboral (huelgas, revueltas obreras...) que reivindicaba mejoras en las condiciones laborales y salariales. En contraposición, en las zonas interiores (lo que desde Barcelona se llamaba "la montaña") los industriales encontraban mano de obra barata y el clima de tensión laboral no había llegado o se encontraba en menor medida. En todo caso, los propietarios de las colonias se esforzaron, en general, por garantizar a sus trabajadores un bienestar material e incluso moral, favoreciendo la educación y las actividades culturales para los trabajadores, acompañado de la inculcación de los valores cristianos; esta corriente se llamó paternalismo. Todo esto revertía en beneficio del amo con un clima de docilidad y obediencia. A estas ventajas que se han mencionado (fuente de energía barata y "paz social") se han de sumar las ventajas de encontrar terrenos muy baratos -poco aptos para la agricultura- y la ley de Establecimiento de Colonias Agrícolas y Fomento de la Población Rural, que ofrecía a los fabricantes importantes beneficios fiscales, si bien finalmente pocas colonias se pudieron acoger a este estatus.

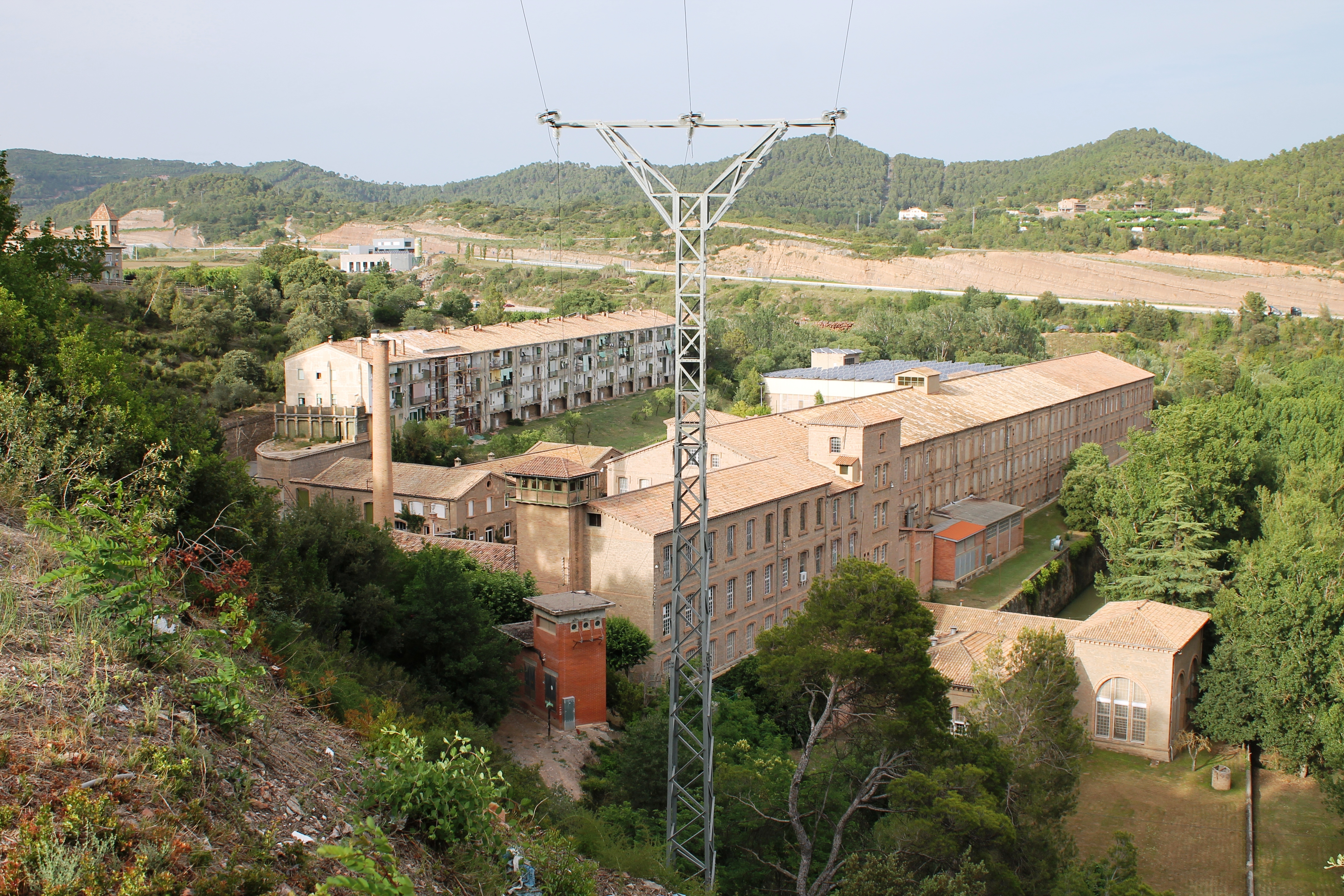
Cal Marçal, a Puig-reig

Las colonias nacieron, en algunos casos, aprovechando las instalaciones de molinos harineros a la orilla del río para transformarlos en fábricas y construyendo viviendas para los obreros, con el objetivo de atraer mano de obra. En otros casos, los industriales adquirían terrenos para construir completamente toda una infraestructura industrial y poblacional. Estos industriales suelen tener raíces familiares en las comarcas donde se instalan (Bergadá, Bages, Ripollés y Osona). Podríamos encontrar cuatro tipologías de fabricantes:

1. Familias de larga tradición manufacturera que hacen el salto hacia la industria.
2. Empresarios que se instalan en sus comarcas de origen después de experiencias más o menos infructuosas en industrias basadas en el vapor y el carbón de importación.
3. Industriales de otras zonas de Cataluna, España o de fuera del país que encuentran aquí la fuente de energía hidráulica.
4. Propietarios agrícolas que revierten un antiguo molino en la orilla del río de su propiedad en industria.[1]

Estos industriales, una vez comienza a funcionar la colonia, fijan su residencia en Barcelona, pero en los pueblos y comarcas donde tienen la empresa hacen gala de su poder y ejercen su influencia muchas veces implicándose en la política. Algunos de ellos se convierten en diputados provinciales o de las cortes, como Luís Gonzaga Pons y Enrich (de la Colonia Pons) o José Monegal y Nogués (de L'Ametlla de Casserres), que fue senador y alcalde de Barcelona. Controlan la vida local y comarcal, pero también se convierten en mecenas y promotores de obras sociales en sus respectivos pueblos, construyendo escuelas, campos de fútbol, residencias y hospitales, y invierten en la creación de importantes infraestructuras como el Tranvía o Ferrocarril Económico de Manresa a Berga.

## Estructura urbanística de las colonias

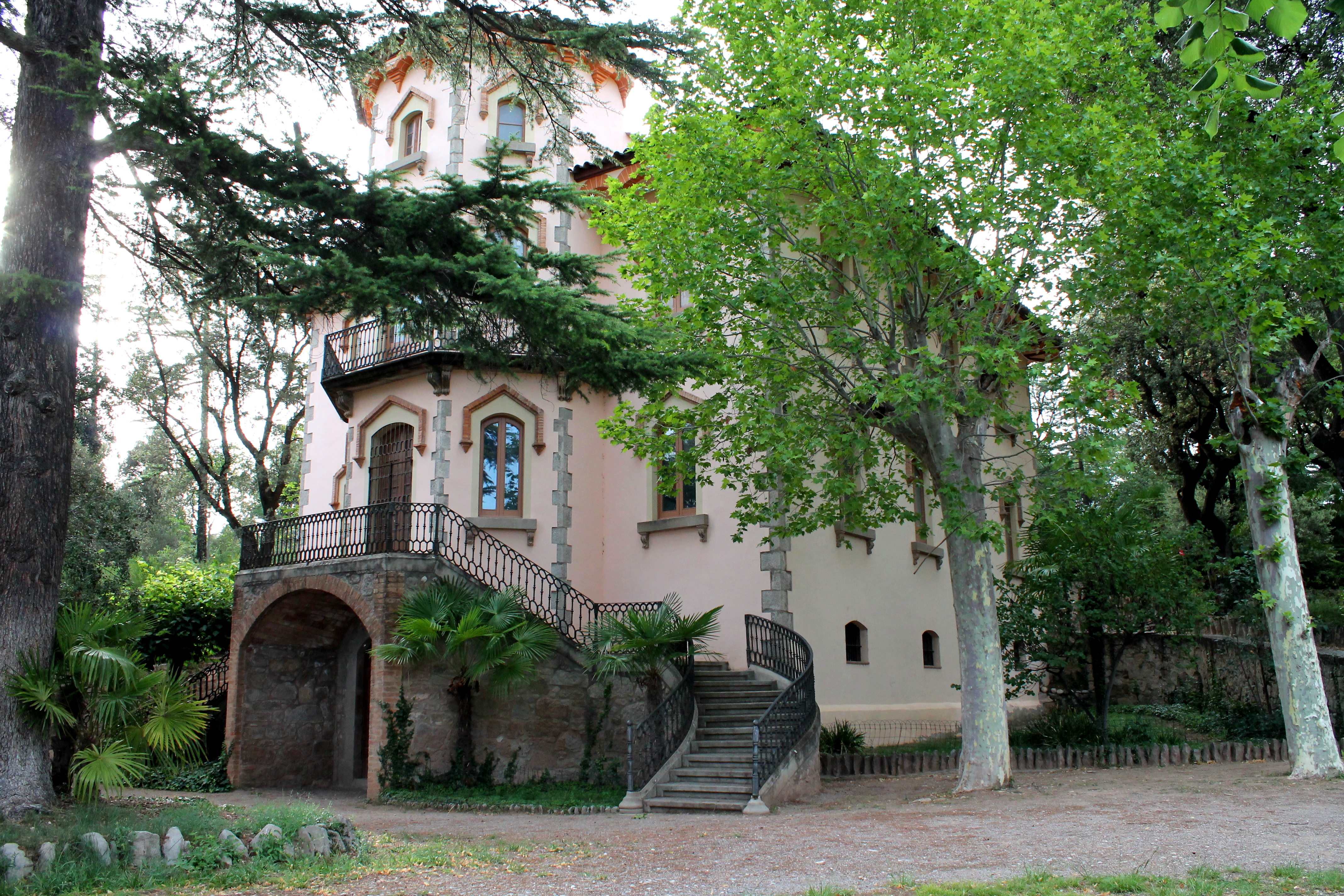
Torre Vieja de la Colonia Pones, espacio simbólico que mostraba el estatus de los amos.

Las Colonias textiles se convierten en núcleos urbanos en medio de un paisaje rural y constituyen un nuevo modelo de urbanización del territorio totalmente innovador. A pesar de que las colonias con conjuntos dinámicos que se transforman según las necesidades a lo largo de sus más de cien años de vida, presentan numerosos edificios que son un reflejo de una época y que a la vez son de gran interés como patrimonio arquitectónico y urbanístico.
Según Jordi Clua, la morfología urbana de las colonias textiles nos permitiría clasificarlas en tres grupos, según el número de edificios y sus diferentes funciones y espacios:

- Colonia básica: está formada por un núcleo textil que tiene el espacio productivo y un mínimo espacio de residencias para unos pocos obreros.
- Colonia desarrollada: añade a los espacios anteriores más servicios.
- Colonia evolucionada: es un núcleo urbano completo con espacios productivos, residenciales, de servicios y un espacio de dominio donde se concentran los edificios simbólicos: la torre y la Iglesia.[3][4]

Los espacios de una colonia genérica se pueden agrupar en:

1. Espacio productivo: fabrica, talleres, almacenes, oficinas, canal y esclusa.
2. Colonia obrera: viviendas de los trabajadores y de los supervisores, tiendas, horno de pan, cafeterías, casino, fondas, teatro, cine, escuelas, convento, residencia para mujeres obreras (solteras), rectoría, matadero, farmacia, huertos, corrales y gallineros, campos de cultivo y estación de tren.
3. Espacio de dominio: vivienda o torre del propietario, Iglesia y muralla.[2]

El propietario de la colonia solía encargar la construcción de su vivienda o torre a un arquitecto de prestigio, con la intención de que el edificio se convirtiera en un símbolo de su dominio económico y social (como es el caso de la Torre de Cal Bassacs, del arquitecto Alejandro Soler i March). Aunque en principio ésta debía ser su residencia, pronto se convirtieron en casas de veraneo para la familia y en el espacio donde dormir cuando los amos venían a controlar que todo funcionara correctamente. Después de la Guerra Civil Española, los propietarios fijaron su residencia en Barcelona y delegaron el control absoluto del día a día al director, que sí residía permanentemente en la colonia.